# Talanx
Die Talanx AG ist ein börsennotierter deutscher Versicherungskonzern mit Sitz in Hannover. Talanx ist gemessen an den gebuchten Bruttoprämien der drittgrößte deutsche Versicherer und einer der größten in Europa. Der Konzern ist im MDAX gelistet.
Zu den bekanntesten Marken im Konzern gehören unter anderem HDI und Hannover Rück. Das Unternehmen ist in mehr als 175 Ländern aktiv. Der Fokus liegt insbesondere auf Mittel- und Osteuropa sowie auf Lateinamerika.

## Geschichte

### Gründung und Entwicklung der HDI

Logo von HDI

Die Geschichte der Talanx AG geht zurück auf die Gründung des HDI Haftpflichtverband der Deutschen Industrie im Jahr 1903. Die Zentrale wurde 1919 nach Hannover verlegt. Mit der Öffnung auch für Privatkunden begann 1953 das Massengeschäft.
1993 begann eine Neustrukturierung der Organisation der HDI in Deutschland. Der Börsengang der Hannover Rück 1994 ermöglichte Investitionen beispielsweise im Geschäftsfeld Lebensversicherungen.

### Entstehung der Talanx AG
1996 wurde die HDI Beteiligung AG als Finanzholding-Gesellschaft mit Konzernleitungsfunktion für die Tochtergesellschaften gegründet. Im gleichen Jahr wurde Targo Versicherungen übernommen, was gleichzeitig den Beginn von Bancassurance-Aktivitäten im Unternehmen bedeutete. Mit der Gründung von PB Versicherungen zusammen mit der Postbank wurden diese Aktivitäten 1998 noch ausgebaut.
Ebenfalls 1998 wurde die Beteiligungsgesellschaft in Talanx AG umbenannt, vor allem um Verwechslungen mit der Marke HDI zu vermeiden. Der Name Talanx setzt sich zusammen aus Phalanx als Synonym für ein „gut funktionierendes und ineinander greifendes System“ und Talent, einer antiken Gewichtseinheit, bei der insbesondere die richtige Mischung (bei der Zusammensetzung) von Bedeutung war.
1999 wurden mit der Talanx Asset Management GmbH und der Ampega Investment GmbH zwei Gesellschaften im Bereich der Vermögensverwaltung gegründet. Die Ampega stieg 2001 auch ins Fondsgeschäft ein.

### Übernahme von Gerling und Investitionen im Ausland
Ab 2000 investierte die Talanx AG verstärkt in Mittel- und Osteuropa, so gab es in den Folgejahren Gründungen, Übernahmen und Kooperationen unter anderem in Bulgarien, Polen und Ungarn. Dies wurde 2012 mit der Übernahme des Unternehmens Warta aus Polen fortgeführt.
2006 übernahm die Talanx AG den Gerling-Konzern für einen Kaufpreis von rund 1,4 Milliarden Euro. Teile des Versicherungsgeschäfts liefen von da an unter der Marke HDI-Gerling. Trotz Zusammenführung der Schaden- und Unfallversicherung sowie der Verwaltung am Standort Hannover (nur das Lebensversicherungsgeschäft verblieb in Köln) und einem damit verbundenen Stellenabbau inklusive der Schließung eines Gerling-Standortes in Wiesbaden, gab es dennoch Doppelungen in den Produkten und Abteilungen. 2012 wurden daher – schon als Vorbereitung für einen Börsengang – die Privat- und Firmenversicherungen unter der Marke HDI gebündelt, lediglich die Industrieversicherung, wo Gerling Marktführer war, verblieb bei der Marke HDI-Gerling.  Zum Jahreswechsel 2015/16 verschwand der Name Gerling dann vollständig aus dem Konzern. Die Industrieversicherungsgesellschaft wurde in eine Europäische Aktiengesellschaft umgewandelt und in HDI Global SE umbenannt.
Bereits 2009 begann ein Konzernumbau und eine Neugliederung der Marken und Tochtergesellschaften in Segmente, der 2010/11 abgeschlossen wurde. War die Erstversicherungsgruppe bislang nach seinen Sparten Sach-, Leben- und Bancassurancegeschäft sortiert, richtet es sich zukünftig nach den Kundengruppen Industrie, Privat- und Firmenkunden Inland und Privat- und Firmenkunden Ausland aus.
Ab 2011 setzte der Konzern auf den Ausbau des Marktes in Lateinamerika, was durch zahlreiche Übernahmen unter anderem in Argentinien, Uruguay, Mexiko (2011), Brasilien (2014),
Chile (2015) und Kolumbien (2017) realisiert wurde.

### Entwicklung nach dem Börsengang
Der Börsengang der Talanx AG wurde bereits jahrelang geplant und mehrfach verworfen. Anfang September 2012 wurde dann der Gang an die Börse angekündigt, Mitte September wieder abgesagt, dann wurden ab 20. September die Pläne mit veränderten Rahmenbedingungen wieder fortgeführt. Das Emissionsvolumen betrug schließlich mit 517 Millionen Euro weniger als erwartet und ursprünglich geplant, der Startpreis pro Aktie belief sich auf 18,30 Euro. Der Start an der Börse war schließlich am 2. Oktober 2012. Insgesamt 11,2 Prozent der Anteile gingen in den freien Handel. Der HDI V.a.G. behielt 82,3 Prozent, der japanische Versicherer Meiji Yasuda Life, mit dem Talanx 2010 eine strategische Kooperation abgeschlossen hatte, erhielt 6,5 Prozent. Im Dezember 2012 wurde die Talanx AG in den MDAX aufgenommen.
Anfang Juli 2013 verkaufte der Mehrheitseigner HDI V.a.G.  weitere 8,2 Millionen Aktien der Talanx AG zum Preis von 23,25 Euro pro Stück am Markt. Damit stieg der Streubesitz um etwa 200 Millionen Euro auf 14,4 Prozent. Der HDI V.a.G. hielt von nun an 79,1 Prozent. Langfristig plant HDI V.a.G. seinen Anteil auf 50,1 Prozent zu reduzieren.
Die COVID-19-Pandemie belastete Talanx und Hannover Rück 2020 stark. Das Gewinnziel wurde unter anderem aufgrund von zahlreichen Ausfällen von Großveranstaltungen und Betriebsunterbrechungen verfehlt. Trotz der Nachwirkungen der Pandemie und einiger schwerer Naturkatastrophen gelang es der Talanx, im Jahr 2021 erstmals einen Gewinn von mehr als einer Milliarde Euro zu erreichen.
Nach einer zwischenzeitlichen Abstufung in den SDAX im Jahr 2018, erfolgte für die Talanx AG im Oktober 2021 erneut der Aufstieg in den MDAX. 2021 stellte die HDI Deutschland AG, eine Tochtergesellschaft der Talanx, ihr Strategieprogramm Go25 vor, mit dem das Ziel einer Eigenkapitalrendite von mehr als acht Prozent bis 2025 erreicht werden soll. Insbesondere soll das Geschäft mit kleinen und mittelgroßen Unternehmen ausgebaut werden.
Im Geschäftsjahr 2023 wurde mit rund 28.000 Mitarbeitenden ein Versicherungsumsatz von 43,237 Mrd. € erwirtschaftet.

## Unternehmensstruktur

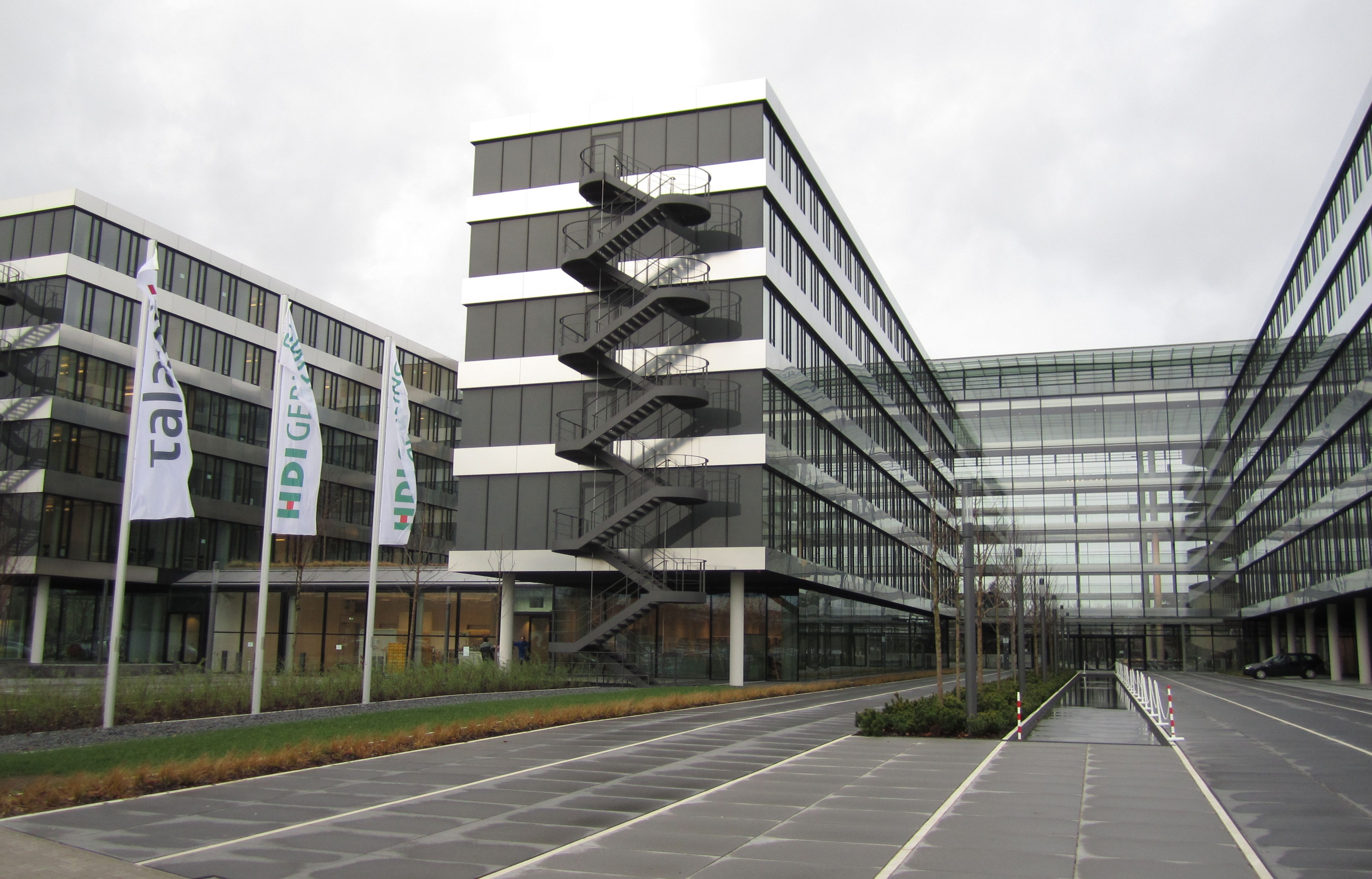
Konzernzentrale der Talanx AG

Talanx ist ein Mehrmarkenkonzern. An der Spitze steht die Talanx, die die Aufgaben einer Management- und Finanzholding im Konzern übernimmt, und seit 2019 über eine eigene Rückversicherungslizenz auch selbst im Versicherungsgeschäft tätig ist. Das operative Versicherungsgeschäft wird von den Konzerngesellschaften der Talanx Gruppe betrieben, die jeweils eigenständig agieren.

### Geschäftsbereiche
Der Konzern ist gegliedert in die vier Geschäftsbereiche Privat- und Firmenversicherung Deutschland (HDI Deutschland AG), Privat- und Firmenversicherung International (HDI International AG), Industrieversicherung (HDI Global SE) sowie Rückversicherung (Hannover Rück SE, mit 50,2 % ist Talanx Mehrheitsaktionär). Unterhalb der genannten Gesellschaften sind weitere Tochtergesellschaften im In- und Ausland angegliedert. Darüber hinaus bestehen Beteiligungen an zahlreichen Unternehmen verschiedenster Art. Außerdem ist das Unternehmen in der Vermögensverwaltung (Ampega Asset Management GmbH, Ampega Investment GmbH) tätig, diese ist im Bereich Konzernfunktionen verankert, zu dem auch die HDI AG (Arbeitgebergesellschaft) gehört.

### Vorstand
Der Vorstand der Talanx AG besteht aus sechs Mitgliedern. Seit 2018 ist Torsten Leue Vorstandsvorsitzender. Er ist Nachfolger des langjährigen Verantwortlichen Herbert K. Haas (2006–2018), der parallel den Posten des Aufsichtsratsvorsitzenden von Wolf-Dieter Baumgartl übernahm, welcher wiederum seinerseits von 2000 bis 2006 Vorsitzender des Vorstands und anschließend des aktuell sechszehnköpfigen Aufsichtsrats war.

### Aktionärsstruktur
Größter Mehrheitseigentümer der Talanx AG ist mit 76,7 Prozent (Stand: September 2023) der Aktien der HDI Haftpflichtverband der Deutschen Industrie V.a.G., der im Wesentlichen als Eigentümergesellschaft des Talanx-Konzerns fungiert. Der japanische Versicherer Meiji Yasuda Life hält nach Teilverkäufen 2015 und 2020 weniger als fünf Prozent. Der Rest der Aktien befindet sich im Streubesitz. Über regelmäßige Mitarbeiterprogramme können Mitarbeiter subventioniert Aktien erwerben. Der Konzern ist an der Frankfurter Börse im MDAX sowie an der Börse Hannover gelistet.

## Produkte und Marken
Für Privatpersonen und Unternehmen werden unterschiedliche Schaden- und Unfallversicherungen angeboten, dazu Lebensversicherungen und Sachversicherungen. Auch Altersvorsorge gehört zum Angebot. Insbesondere stehen diese Versicherungen auch speziell für kleine und mittelständische Unternehmen sowie für Freiberufler zur Verfügung.
Im Bereich Industrieversicherung bietet die Talanx auf die Unternehmen zugeschnittene Angebote, die unter anderem Haftpflicht-, Kraftfahrzeug-, Transportversicherungen und etliche andere beinhalten. Weitere Geschäftsbereiche sind unter anderem Rückversicherung sowie der Bereich Vermögensverwaltung und Fondsmanagement.
Privat- und Firmenversicherung Deutschland
- HDI Deutschland
- Targo Versicherungen (in Kooperation mit der Targobank)
- PB Versicherungen (in Kooperation mit der Postbank)
- neue leben (in Kooperation mit den Sparkassen)
- LifeStyle Protection (Individuelle Risikoabsicherungen)

Privat- und Firmenversicherung International
- HDI International
- Warta (Polen)
- TU Europa (Polen)
- Posta Biztosító (in Kooperation mit der ungarischen Post)

Industrieversicherung
- HDI Global

Rückversicherung
- Hannover Rück
- E+S Rück

Finanzdienstleistung
- Ampega – Vermögensverwaltung (Kapitalanlagen, Fonds)